# Rita Easterling
Rita Gail Easterling (Morton, 26 luglio 1955) è un'ex cestista e allenatrice di pallacanestro statunitense.

## Carriera
Con gli Stati Uniti ha disputato i Campionati del mondo del 1975, i Giochi panamericani di Città del Messico 1975, dove vinse la medaglia d'oro, e le Universiadi di Sofia 1977.
Nel 2011 è stata introdotta nella Mississippi Sports Hall of Fame.